# Коломацькі чолобитні
Колома́цькі чолоби́тні (Коломацькі петиції 1723) — два звернення козацької старшини до російського імператора Петра І, укладені влітку 1723 у військовому таборі над р. Коломаком і вручені царю канцеляристом Іваном Романовичем. У Коломацьких чолобитних козацька старшина домагалася відновлення державних прав України, ліквідації Малоросійської колегії й дозволу обрати нового гетьмана України.
У відповідь на Коломацькі чолобитні Петро І оскаженів і наказав заарештувати й ув'язнити в Петропавловській фортеці наказного гетьмана Павла Полуботка, полковника Данила Апостола, генерального бунчужного Якова Лизогуба, генерального осавула В. Жураховського, управителя Генеральної Військової Канцелярії Д. Володковського та цілий ряд інших старшин, які були найактивнішими авторами Коломацьких чолобитних. Старшин (які були ініціаторами Коломацьких Чолобитних) від неминучої розправи врятувала лише смерть Петра І.